# Uras
Uras är en ort och kommun i provinsen Oristano i regionen Sardinien i Italien. Kommunen hade 2 825 invånare (2017).